# USS Triton (SSRN-586)
USS Triton (SSRN-586) – jeden z pierwszych amerykańskich okrętów podwodnych z napędem atomowym, którego konstrukcyjnym zadaniem było prowadzenie dozoru radarowego, za pomocą pierwszego na świecie radaru z elektronicznym skanowaniem. W momencie ukończenia budowy w 1959, był największym okrętem podwodnym na świecie. W roku 1960 odbył 83-dniową podwodną podróż dookoła świata, trasą pokonaną w latach 1519–1522 przez Ferdynanda Magellana.